# مجهول غاديانو

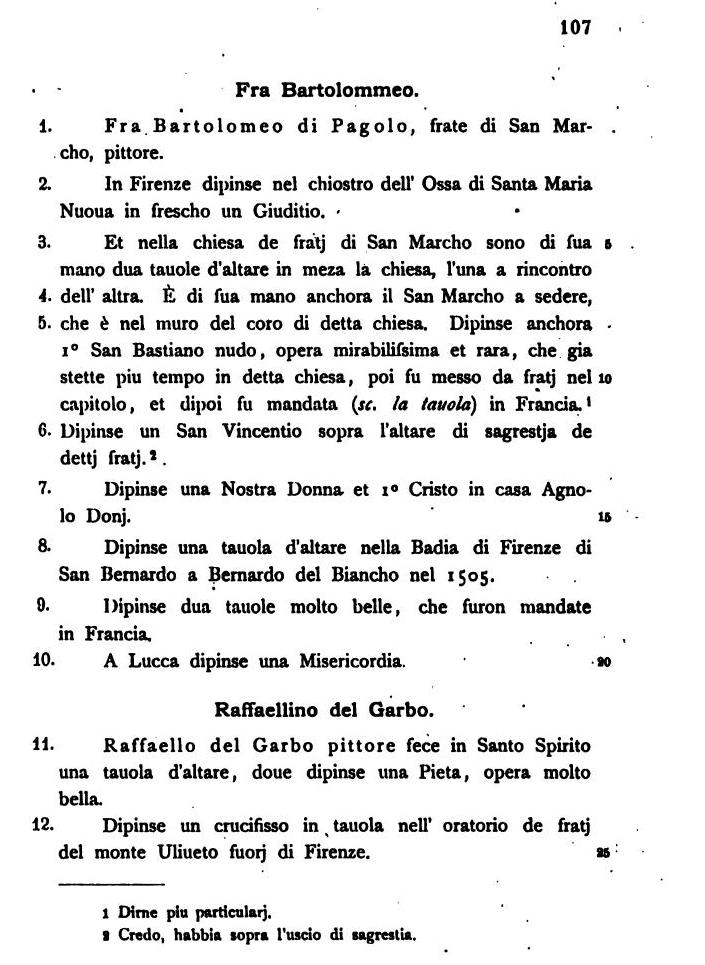
صفحة من نسخة مطبوعة عام 1892 ، مع الملاحظات الكاملة على فرا بارتولوميو ورافايلينو ديل جاربو

كاتب مجهول معروف باسم مجهول غاديانو أو مجهول ماجليابيتشيانو أو مجهول فيورنتينو (مجهول فلورنسا)، وهو مؤلف ترميز ماجليابيتشيانو،  وهي مخطوطة من 128 صفحة من النصوص التي يُرجح أنها كتبت بين ثلاثينيات وأربعينيات القرن السادس عشر ق. 1530– ق. 1540 وموجودة الآن في المكتبة الوطنية المركزية في فلورنسا (ماجليابيتشيانو السابع عشر، 17). وتحوي هذه المخطوطة على سير ذاتية مختصرة وملاحظات حول أعمال الفنانين الإيطاليين، خاصة أولئك الذين كانوا نشطين في فلورنسا خلال العصور الوسطى. من بين العديد من الاقتراحات الأخرى، تم اقتراح أن يكون المؤلف المجهول هو برناردو فيتشيتي (1514–1590)، وهو سياسي في محكمة كوزيمو الأول. حيث أنّه من الواضح أن صاحب المخطوط كان له اتصال وثيق بمحكمة ميديشي.
يعود تاريخ المخطوطة إلى ق. 1536– ق. منتصف الأربعينيات من القرن السادس عشر، لذلك تعتبر مصدرًا مفيدًا لدراسة تاريخ الفن الإيطالي، بكونها المرجع الأكثر شمولية لسير للفنانين قبل إصدار 1550 من حياة فاساري، والتي تم تجميعها على نفس فترة.
في حين نجد أن المقدمة مخصصة للفنانين من اليونان القديمة، ويركز بشكل أساسي على احياء صورة بلينوس الأكبر، وينتقل للجزء الأكثر أهمية والمخصص لفنانين فلورنسيين من سيمابو إلى مايكل أنجلو. تركز إدخالات الفنانين على قوائم الأعمال، وتفتقر إلى طموح السيرة الذاتية الكاملة الموجودة عند فاساري.

## المحتوى
تعتبر المخطوطة -التي تبدو الآن غير مكتملة - مصدرًا مفيدًا بشكل خاص لدراسة تاريخ الفن الإيطالي لأنها أكثر مصادر السيرة الذاتية شمولًا قبل إصدار 1550 من حياة فاساري، والتي تم تجميعها خلال نفس الفترة.
سردت حياة ليوناردو دا فينشي تفصيلياً بشكل خاص، واستخدمت كثيرًا لاحقاً من قبل العديد من المؤلفين. وقد نوقشت نقطة معينة، وهي إضافة لاحقة إلى المخطوطة، كثيرًا. هذا يشير إلى أن ليوناردو رسم صورة شخصيى في حياة «بييرو فرانشيسكو ديل جيوكوندو» (أو ربما فقط «فرانشيسكو ديل جيوكوندو»)، والذين هما ابن وزوج ليزا ديل جيوكوندو، ويعتبران حاضنة الموناليزا. يجادل فرانك زولنر بأن كاتب الرسالة ارتكب خطأ ببساطة، وكان يشير إلى الموناليزا.
بشكل عام، معظم المعلومات هي نفسها الموجودة في كتاب حياة فاساري، على الرغم من وجود اختلافات واضحة أيضًا. من الواضح أن المؤلفين يعرفان بعضهما البعض، ولكن ليس من الواضح أن أي منهما قد قرأ عمل الآخر. تتضمن التعليقات التوضيحية في الخطوطة ملاحظات للسؤال عن فاساري لمزيد من التفاصيل، ومن الممكن أن تسجل صورة ساخرة في نهاية العمل مرارة المؤلف عندما أدرك أن نشر فاساري سيتفوق على جهوده الخاصة، أو فعل ذلك بالفعل. مثل فاساري، تمكن المؤلف من الوصول إلى نسخة من المواد المعروفة من مخطوطة سابقة إلى حد ما لأنطونيو بيلي، من ق. 1515 ، والتي ربما تم تداولها بين عشاق الفن الفلورنسي في تنقيحات مختلفة.

## المنبع
يعد برناردو فيكيتي أحد المؤلفين المحتملين لهذه المخطوطة، حيث كان نجل تاجر ألبسة ثري كان نجل تاجر ألبسة ثري، ومن الممكن أن يكون في العشرين من عمره عندما قام بجمع هذه المخطوطة في أوائل أربعينيات القرن الخامس عشر. فيما أصبح لاحقاً راعيًا للنحات جوفاني دا بولونيا، وساعد الدوق كوزيمو في تنظيم مشاريعه الفنية، وأصبح في عام 1572 أثار شكاوى مريرة من فاساري، وكتب رسالة مساعدة فينسينزو بورغيني [الإنجليزية] وهي شخصية أخرى مقترحة باسم مجهول جاديانو.
فيما انتمت هذه المخطوطة لاحقًا إلى عائلة غادي -ومن هنا جاء اسم «غاديانو»-  والتي منها ينحدر الفنان جادو غادي في القرن الثالث عشر، وقد برزت هذه العائلة في الأعمال المصرفية وفي الكنيسة بحلول القرن السادس عشر. كان من بين الأعضاء المعاصرين الكرادلة نيكولو غادي وتاديو غادي، والكاهن جيوفاني غادي، وهو آخر قاضٍ في فلورنسا في ذلك الوقت، وصديق فاساري وبنفينوتو سيليني. دخلت مجموعة أنطونيو ماجليابيتشي، والتي أصبحت جوهر مكتبة فلورنسا العامة. فيما نُسيت المخطوطة منذ ذلك الوقت حتى نشرها كارل فراي عام 1892، ونشرت كاملة على ثلاث دفعات باللغة الإيطالية.

## الفنانون المذكورون بالمخطوطة أو المكتوبة قصتهم
هؤلاء هم الفنانون المشمولون بترتيب إدراجه، وهو ترتيب زمني بشكل عام. النص الذي حرره فراي متاح بالكامل على شبكة الإنترنت.

- فرا جيوفاني دا فيسولي (فرا أنجيليكو)
- لورينزو موناكو
- ديلو ديلي [الإنجليزية]
- سبينيلو أريتينو [الإنجليزية]
- فيليبو ليبي
- أندريا ديل كاستانيو
- باولو أوتشيلو
- جياليانو بيزيلو [الإنجليزية]
- فرانسيسكو بيزيلينو [الإنجليزية]
- أليسو بالدوفينيتي [الإنجليزية]
- دومينيكو فينزيانو [الإنجليزية]
- زنوبي ستورتزي [الإنجليزية]
- زنوبي ماتشيافيلي [الإنجليزية]
- باتشيا دا مونتلوبو [الإنجليزية]
- بينوزو غوزولي [الإنجليزية]
- بييرو ديل بولايولو [الإنجليزية]
- ساندرو بوتيتشيلي
- دومنيكو غرلاندايو
- فرا بارتولوميو
- رافايلينو ديل غابرو [الإنجليزية]
- أندريا ديل سارتو
- ليوناردو دا فينشي
- ميكيلانجيلو
- كوزيمو روسيلي
- بيترو بيروجينو
- لوكا سنيورلي
- فيليبينو ليبي
- فرنسيا بيجيو [الإنجليزية]
- تشيمابو
- جادو جادي
- أندريا تافي
- جوتو دي بوندوني
- ستيفانو فيورينتينو
- تيديو جادي
- ماسو دي بانكو
- بيرناردو دادي
- بيترو كافاليني
- يعقوب ديل كاسينتينو
- بيوناميكو بوفالماكو
- جيوتينو
- أندريا أوركاجنا
- أجنولو جادي
- أنطونيو فينيزيانو
- جيوفاني دا سانتو ستيفانو (جيوفاني ديل بونتا)
- غاريردا ستارنينا
- فيليبو برونليسكي
- لورنزو جبرتي
- دوناتيلو
- لوكا ديلا روبيا
- أنطونيو ديل بولايولو
- مازاتشو
- ماسولينو دا بانيكالي
- (ليبو ميمي
- أمبوروجيو لورينزيتي
- سيمون مارتيني
- تاديو دي بارتولو
- جيوفاني دأسيانو (جيوفاني دي جيدو دا أسيانو)
- فيتشياتا
- سانو بيتوري (سانو دي بيترو)
- فرانشيسكو دي جورجيو
- ماتيو بيتوري (ماتيو دي جيوفاني)
- بين فينوتو دي جيوفاني [الإنجليزية]
- نيروكيو بيتور (نيروكيو دي بارتولوميو دي لاندي [الإنجليزية])
- دوكيو دي بيون إنسينا [الإنجليزية]
- جيوفاني بيزانو [الإنجليزية]
- أندريا بيزانو
- ميكيلوزو
- ديسيدريو دا سيتينانو [الإنجليزية]
- أندريا دل فروكيو
- جيوفاني فرانسيسكو توسكاني [الإنجليزية]
- لورينزو دي بيتشي [الإنجليزية]
- نيري دي بيتشي [الإنجليزية]
- ناني دي بانكو [الإنجليزية]
- أنطونيو روسيلينو [الإنجليزية] و بيرناردو روسيلينو
- جيوفاني دال بونت [الإنجليزية]

## فهرس المراجع
1. ↑  Not to be confused with the Aztec Codex Magliabechiano in the same library. There is also a 14th-century diarist known as the "Anonimo Fiorentino", as well as other figures.
2. 1 2 3  Wierda, 157; DAH
3. ↑  Wierda, 161–162
4. 1 2  Wierda, 157
5. ↑  Rubin, 174
6. ↑  Early Printed Books as Material Objects, Proceedings of the Conference Organized by the IFLA Rare Books and Manuscripts Section, Munich, 19–21 August 2009, Editors: Bettina Wagner, Marcia Reed, 2010, Walter de Gruyter, (ردمك 3110253240), 783110253245, google books نسخة محفوظة 2020-06-26 على موقع واي باك مشين.
7. ↑  Zöllner, Frank, "Leonardo's Portrait of Lisa del Giocondo", p. 245, in Leonardo Da Vinci, Selected Scholarship: Leonardo's projects, c. 1500–1519, edited by Claire J. Farago, 1999, Taylor & Francis, (ردمك 0815329350), 9780815329350; also Gazette des Beaux-Arts, 121 (1993), S. 1., PDF نسخة محفوظة 2020-02-27 على موقع واي باك مشين.
8. ↑  Wierda, 165–166
9. ↑  Rubin, 174; Wierda, 163
10. ↑  Wierda, 163–164, 157
11. ↑  Wierda, 164
12. ↑  DAH
13. ↑  DAH; Wierda, 157; the earliest edition is: Il Codice Magliabechiano by Anonimo Fiorentino, [digitized from a collection at جامعة هارفارد]؛ Frey, Karl, 1857–1917. Publication date 1892. archive.org.

### المعلومات الكاملة للمراجع
- DAH = قاموس المؤرخين الفن ، «Magliabechiano ، Anonimo (أو Anonymo)،» مؤلف مجهول من Magliabechiano MS ""
- روبن، باتريشيا لي، جورجيو فاساري: الفن والتاريخ ، 174، 1995، مطبعة جامعة ييل، (ردمك 0300049099) ، 780300049091، كتب google
- Wierda, Bouk (2009). "The True Identity Of The Anonimo Magliabechiano" (PDF). University of Groningen (Netherlands). Mitteilungen des Kunsthistorischen Institutes in Florenz (نُشِر في 1 يناير 2009). مؤرشف من الأصل (PDF) في 2017-09-25. اطلع عليه بتاريخ 2017-09-25. ، المجلد. 53. العدد 1 (2009)، ص.   157-168، JSTOR

## روابط خارجية
- Codice Magliabechiano كتبه Anonimo Fiorentino ، القرن السادس عشر. بالإيطالية مع مقدمة بقلم كارل فراي (1857-1917) بالألمانية. تاريخ النشر: 1892. [رقميًا بواسطة Google من مجموعة في جامعة هارفارد ] archive.org.
- Codice dell'anonimo Gaddiano (سمك القد. Magliabechiano XVII، 17)، Biblioteca Nazionale di Firenze. باللغة الإيطالية، مع مقدمة من كورنيليو فابريزي. [مرقمنة من مجموعة في جامعة برينستون ] Firenze ، الطباعة M. Cellini & Co. 1893. hathitrust.org.